# Mars Science Helicopter
Mars Science Helicopter, сокр. MSH; с англ. — «Марсианский научный вертолёт» — роботизированный беспилотный вертолёт-гексакоптер, разрабатываемый с 2018 года для научных исследований Марса инженерами NASA (AMES, JPL), AeroVironment и других американских аэрокосмических фирм. Наряду с MSH для научных исследований также разработан вариант с парой соосных винтов, именуемый Advanced Mars Helicopter (AMH или MH). После 2021 года эти НИОКР учитывают опыт эксплуатации марсианского вертолёта Ingenuity, от которого оба варианта вертолётов AMES / JPL отличаются повышенным радиусом действия, скоростью, грузоподъёмностью.

## Предпосылки проекта
Комментарии